# Kąty, Distrito de Słupca
Kąty [ˈkɔntɨ] es un pueblo ubicado en el distrito administrativo de Gmina Słupca, dentro del Distrito de Słupca, Voivodato de Gran Polonia, en el oeste de Polonia central. Se encuentra aproximadamente a 6 kilómetros al sur de Słupca y a 65 kilómetros al este de la capital regional Poznan.